# Rozważania o rewolucji we Francji

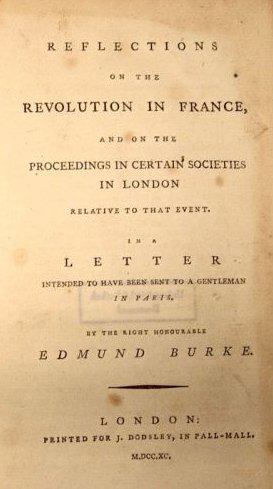
Strona tytułowa Rozważań

Rozważania o rewolucji we Francji (ang. Reflections on the Revolution in France) – książka, którą napisał i wydał w 1790 roku brytyjski (irlandzki) pisarz Edmund Burke w odpowiedzi na rewolucję francuską. Książka przyczyniła się do powstania nurtu myśli politycznej zwanego konserwatyzmem ewolucyjnym lub ewolucjonizmem (w odróżnieniu od konserwatyzmu tradycyjnego, reakcyjnego czy też tradycjonalizmu, którego ojcem duchowym jest Joseph de Maistre).
Podczas gdy nieco późniejszy tradycjonalizm przeciwny był jakimkolwiek zmianom ustroju feudalnego i jego pozostałości, konserwatyzm ewolucyjny zakładał zgodę na zmiany, byleby nie były one gwałtowne i nie zaszkodziły społeczeństwu.
Edmund Burke martwił się o zachowanie tak zwanego „związku generacyjnego” między pokoleniami, by zbyt radykalna zmiana nie spowodowała, że starsi i młodsi nie będą mogli zrozumieć się nawzajem. Rewolucję traktował jako niedozwolone zerwanie ciągłości historycznej. Naród jest dziełem wielu generacji, tych przeszłych, obecnych i przyszłych. Żadna generacja nie ma prawa podejmowania decyzji w imieniu pozostałych. Rewolucja jest właśnie taką nieuprawnioną decyzją.
Burke w swej książce potępiał rewolucję, anty-arystokratyzm i mordy, lecz nie negował potrzeby zmian. Francuzom radził skorzystać w obalaniu absolutyzmu z dorobku „wolnościowego” Francji, tzn. z instytucji jaką były Stany Generalne (zwołane we Francji w 1614 roku, a potem dopiero w 1789).
W Anglii polemizowali z nim prorewolucyjni pisarze jak Thomas Paine (Prawa człowieka) czy Mary Wollstonecraft (Wołanie o prawa kobiety).